# 栗村智のHappy!ニッポン!

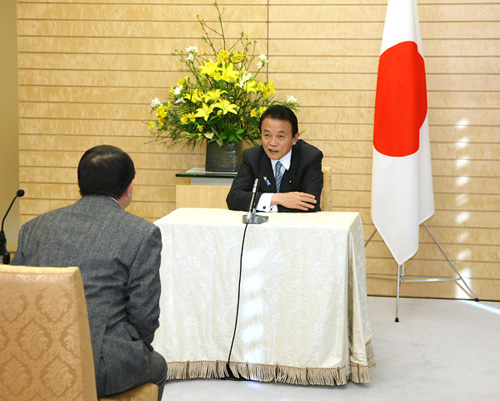
番組収録を行う栗村智（手前）と麻生太郎（2008年12月、内閣総理大臣官邸）

栗村智のHappy!ニッポン!（くりむらさとるのハッピィーニッポン）は、ニッポン放送等全国ラジオネットワーク（NRN）で全国放送された日本政府広報番組である。内閣府提供。

## 概要
長年TBSラジオなどJapan Radio Network（JRN）で放送された「クローズアップにっぽん」→「グッドモーニングジャパン」が2007年3月で終了したことにより新たな政府広報番組として制作されたもので、冠題名にあるように、ニッポン放送のスポーツアナウンサーとして活躍してきた栗村智が、ゲストを交え最近の国政の話題を取り上げて話す内容だった。
しかし、行政刷新会議による「事業仕分け」の方針により、政府広報のテレビ・ラジオによる電波メディアの全ての番組を2009年度で終了することが決定したことにより、本番組も2010年3月一杯で終了した。これにより、1978年4月に開始した「クローズアップにっぽん」から制作局を変えつつ放送した政府広報の番組枠は32年の歴史に一旦幕を降ろし、3年後の『なるほど!ニッポン情報局』放送開始まで中断することになる。

## パーソナリティ
- 栗村智 （当時ニッポン放送アナウンサー）

## ネット局・放送時間
- ニッポン放送（制作局）　土曜　7:00～7:30（「栗村智 あなたと朝イチバン」に内包）
- STVラジオ　日曜　8:00～8:30
- 東北放送　日曜　7:30～8:00
- 新潟放送　土曜　6:30～7:00
- 東海ラジオ　日曜　10:30～11:00
- 朝日放送（ABCラジオ）　日曜　6:30～7:00
- 中国放送　日曜　8:00～8:30
- 西日本放送　日曜　8:30～9:00
- 九州朝日放送　日曜　9:30～10:00（スマイルサンデー内）
- 南日本放送　土曜　6:30～7:00
- ラジオ沖縄　日曜　8:00～8:30

※東北放送・中国放送は、グッドモーニングジャパンから引き継ぐ形で放送されていた。